# Дједина Младјеже
Дједина Младјеже (слч. Dedina Mládeže, мађ. Ifjúságfalva) насељено је мјесто са административним статусом сеоске општине (слч. obec) у округу Коморан, у Њитранском крају, Словачка Република.

## Становништво
| Година:    | 1994. | 2004.   | 2014.   | 2024.   |
| ---------- | ----- | ------- | ------- | ------- |
| Број људи: | 527   | 499     | 454     | 415     |
| Разлика:   |       | -5,31 % | -9,01 % | -8,59 % |

| Година:    | 2023. | 2024.   |
| ---------- | ----- | ------- |
| Број људи: | 424   | 415     |
| Разлика:   |       | -2,12 % |

Према подацима о броју становника из 2011. године насеље је имало 458 становника.